# Robert B. Wilson
Robert Butler "Bob" Wilson, Jr., född 16 maj 1937 i Geneva, Nebraska, är en amerikansk nationalekonom. Tillsammans med Paul Milgrom tilldelades han 2020 Sveriges Riksbanks pris i ekonomisk vetenskap till Alfred Nobels minne för sitt arbete med auktionsteori.
Wilson är verksam vid Stanford University där han är professor emeritus efter att tidigare ha varit Adams Distinguished Professor of Management.